# 西歐克博奇 (愛阿華州)
西奧科博吉（英語：West Okoboji）是一個位於美國愛荷華州迪金森縣的城市。

## 地理
西奧科博吉的座標為43°21′00″N 95°09′32″W / 43.35000°N 95.15889°W，而該地的平均海拔高度為432米（即1417英尺）。

## 人口
根據2010年美國人口普查的數據，西奧科博吉的面積為3.63平方千米，當中陸地面積為3.32平方千米，而水域面積為0.31平方千米。當地共有人口289人，而人口密度為每平方千米79人。